# Barney Greenway
Pour les articles homonymes, voir Greenway.
Mark Andrew « Barney » Greenway (né le 13 juillet 1969) est un chanteur britannique de metal extrême. Avant de devenir le chanteur principal du groupe de grindcore Napalm Death, il a été membre d'Extreme Noise Terror et de Benediction.
Greenway a déclaré que son surnom « Barney » vient d'une époque où il était alcoolique. Il buvait tellement qu'il lui arrive de finir ses soirées n'importe où, ce qui lui a valu le surnom de Rubble, qui est devenu Barney Rubble, puis simplement Barney.